# ألويس مولر (فيلسوف)
ألويس مولر (ولد في 11 يوليو 1879 في أويسكيرشن—توفي في 4 ديسمبر 1952 في بوشدوف (Buschdorf (Bonn) في بون)) كان قساً كاثوليكياً وأستاذ جامعي في جامعة بون. انتقل عمله العلمي في مجال التوتر بين الفلسفة وعلم النفس والرياضيات والفيزياء.

## حياته
أبو ألويس مولر كان ثيودور مولر والذي يعمل مهندساً وامه أديلهيد فاسبندر، كانوا كاثوليكيين. بعد دخولهالبروجنذيم والتي تعني المدرسة (Progymnasium) في أويسكيرشن و الهمينستش بروجنذيم والتي تعني المدرسة العليا (Humanistisches Gymnasium) فيباد مونستر آيفل (المدرسة العليا 1899)، درس من 1899 إلي 1903 في جامعة برن في قسم اللاهوت الكاثوليكي (Catholic theology)، مع إضافة دراسات في الفلسفة، علم النفس والرياضيات والفيزياء. أصبح عضواً في الأخوة الكاثوليك اللاهوتيين رينو فرانكونيا. مولر في 1903 عُين كقسيس (Chaplain) في كنيسة الثالوث المقدس في دوسلدورف. في 1908 أكمل دراسته في الفلسفة وعلم النفس والرياضيات والفيزياء في بون، وفي 1913 حصل على الدكتوراه مع أدولف ديروف (Adolf Dyroff) علي «موضوع الحقيقة والواقع: تحقيقات في مشكلة الحقيقة الواقعية».

## عمله
كان مول مهتم بـ الصلة بين الفلسفة وعلم النفس وبين العلوم الطبيعية. وبدأ مبكراً باستخدام نظرية النسبية والعمل بها من منظور فلسفي. مقدمته في الفلسفة قد ترجمت إلى عدة لغات.
- مشكلة الفضاء المطلق وعلاقتها بالمشكلة العامة للفضاء، F. فيويغ وسون (Vieweg Verlag)، براونشفايغ 1911
- نظرية قوى المد والجزر، فيويغ وسون، براونشفايغ 1916
- السطوح المرجعية للسماء والنجوم، فيويغ وسون، براونشفايغ 1918
- المشاكل الفلسفية لنظرية النسبية لآينشتاين: محاضرات عن د. جامعة بون، في: مشكلة الفضاء المطلق، فيويغ وسون، براونشفايغ 1922
- مقدمة في الفلسفة، فرديناند دوملر، برلين وبون 1925، من الطبعة الثالثة كما يلي: العالم والرجل في الهيكل الغير واقعي: مبادئ الفلسفة، دوملر، بون 1947
- علم النفس: محاولة تفسير نظرية الظواهر النفسية، دوملر، برلين 1927
- موقع الإنسان من الكون، دار نشر بوفير فيرلاغ (Bouvier Verlag)، بون 1941